# Юстас (Техас)
Юстас (англ. Eustace) — місто (англ. city) в США, в окрузі Гендерсон штату Техас. Населення — 1137 осіб (2020).

## Географія
Юстас розташований за координатами 32°18′27″ пн. ш. 96°0′50″ зх. д. / 32.30750° пн. ш. 96.01389° зх. д. (32.307544, -96.013803).  За даними Бюро перепису населення США в 2010 році місто мало площу 7,58 км², уся площа — суходіл.

## Демографія
Згідно з переписом 2010 року, у місті мешкала 991 особа в 361 домогосподарстві у складі 253 родин. Густота населення становила 131 особа/км².  Було 414 помешкання (55/км²).
Расовий склад населення:
| - 94,7 % — білих - 1,0 % — чорних або афроамериканців - 0,3 % — корінних американців - 2,0 % — осіб інших рас |

До двох чи більше рас належало 2,0 %. Частка іспаномовних становила 5,3 % від усіх жителів.
За віковим діапазоном населення розподілялося таким чином: 30,2 % — особи молодші 18 років, 57,0 % — особи у віці 18—64 років, 12,8 % — особи у віці 65 років та старші. Медіана віку мешканця становила 33,8 року. На 100 осіб жіночої статі у місті припадало 92,1 чоловіків;  на 100 жінок у віці від 18 років та старших — 81,6 чоловіків також старших 18 років.
Середній дохід на одне домашнє господарство  становив 50 279 доларів США (медіана — 40 903), а середній дохід на одну сім'ю — 57 726 доларів (медіана — 52 647). Медіана доходів становила 39 250 доларів для чоловіків та 32 045 доларів для жінок. За межею бідності перебувало 20,1 % осіб, у тому числі 25,3 % дітей у віці до 18 років та 3,7 % осіб у віці 65 років та старших.
Цивільне працевлаштоване населення становило 467 осіб. Основні галузі зайнятості: освіта, охорона здоров'я та соціальна допомога — 26,8 %, мистецтво, розваги та відпочинок — 11,6 %, виробництво — 11,1 %.